# Route 7 (Manitoba)
Pour les articles homonymes, voir Route 7.
La route 7 est une route provinciale de la province du Manitoba située dans le sud-est de la province, au nord de Winnipeg. Elle relie la route périphérique de la capitale (la route 101) aux villes de Stony Mountain, de Teulon et d'Arborg. Elle parcourt 110 km (68 mi) et suit une orientation sud / nord.

## Description du tracé
La route 7 débute au nord de Winnipeg dans un échangeur avec la section nord de la route périphérique de la capitale, la route 101. Elle se poursuit dans Winnipeg en tant que Brookside Boulevard.
La route se dirige d'abord vers le nord sur 18 km (11 mi) en marquant une légère courbe vers l'ouest. Elle est, pour ce segment, une route à quatre voies séparées, passant à l'ouest de Stony Mountain et croisant la route 67. Elle continue ensuite vers le nord en formant une ligne droite de 29 km (18 mi). Elle atteint la ville de Teulon où elle croise la route 17. Elle continue de se diriger vers le nord, puis marque une légère courbe vers l'est au kilomètre 58. Elle forme alors un tracé rectiligne de plus de 50 km (31 mi) avant de prendre fin à l'intersection avec la route 68 au sud d'Arborg.

## Intersections majeures
| Comté                                         | Ville          | km                      | Destinations                                 | Notes                                     |
| --------------------------------------------- | -------------- | ----------------------- | -------------------------------------------- | ----------------------------------------- |
| No. 11                                        | Winnipeg       | 0,00                    | Route 90 (Brookside Boulevard) / Mollar Road | La PTH-7 sud devient la Route 90 sud      |
| No. 14                                        |                | 1,60                    | Perimeter Highway (PTH-101)                  | Sortie 60 de la PTH-101                   |
| No. 14                                        |                | 9,80                    | PR 321 est (Rushman Road)                    | Terminus sud du multiplex avec la PR 321  |
| No. 14                                        | Stony Mountain | 11,50                   | PR 321 ouest – Grosse Isle, Stony Mountain   | Terminus nord du multiplex avec la PR 321 |
| No. 14                                        |                | 18,40                   | PTH-67 – Stonewall, Selkirk                  |                                           |
| No. 14                                        | 23,30          | PR 323 ouest – Argyle   | Terminus est de la PR 323                    |                                           |
| No. 14                                        | 31,50          | PR 238 ouest – Balmoral | Terminus est de la PR 238                    |                                           |
| No. 14                                        | Teulon         | 44,60                   | PR 415 ouest                                 | Terminus est de la PR 415                 |
| No. 14                                        | Teulon         | 46,30                   | PTH-17 – Fisher Branch                       |                                           |
| Limite No. 14–No. 18                          |                | 60,40                   | PR 229 – Innwood, Winnipeg Beach             |                                           |
| No. 18                                        | Fraserwood     | 75,20                   | PR 231 est – Gimli                           | Terminus sud du multiplex avec la PR 231  |
| No. 18                                        |                | 78,20                   | PR 231 ouest – Fisher Branch                 | Terminus nord du multiplex avec la PR 321 |
| No. 18                                        | Arborg         | 104,40                  | PTH-68 – Poplarfield, Eriksdale, Hnausa      |                                           |
| - Terminus de multiplex - Transition de route |                |                         |                                              |                                           |